# 海梅

海梅历史省份的盾徽

海梅（芬蘭語：Häme），据拉丁文又译为塔瓦斯蒂亚，是芬兰的一个历史省份，位于芬兰南部。其范围大致为现今的坎塔海梅區、派耶特海梅区、中芬蘭區的大部分地区，以及屈米河谷区的北部、皮尔坎马区的最南部、北薩沃尼亞區的最西部、南萨沃尼亚区的最西南部和芬兰本部区的索梅羅市镇。有的文献还认为萨塔昆塔和新地在以前也被认为是海梅的一部分，从而海梅的区域是从“咸海到咸海”，即从芬蘭灣到波的尼亞灣围绕芬兰本部区的区域。

## 历史

海梅历史省份的范围（蓝色）

海梅地区自石器時代起就一直有人居住。在铁器时代及中世纪时期以农耕为主的居住地带集中在科凱邁基河流域及派延奈湖南岸地区。现今的中芬兰区曾是拉帕人（萨米人或其他狩獵採集族群）和海梅人打猎的荒野地带，尽管那里也有一些早期农耕居住地。
异教徒的埋葬习俗在海梅地区一直延续至13世纪。在1237年的文献记载着海梅人抛弃天主教而改回至原先异教的习俗。